# Macrosiphoniella sojaki
Macrosiphoniella sojaki är en insektsart. Macrosiphoniella sojaki ingår i släktet Macrosiphoniella och familjen långrörsbladlöss. Inga underarter finns listade i Catalogue of Life.